# レールウェイ・ガゼット・インターナショナル
『レールウェイ・ガゼット・インターナショナル』(Railway Gazette International) は、イギリスで発行されている鉄道雑誌（業界誌）である。1835年創刊。ドイツの鉄道業界雑誌出版社であるドイチェ・フェアケーアス・フェアラーク（Deutsche Verkehrs Verlag,「ドイツ交通出版社」の意）のイギリス法人である DVV Media UK 社が発行する月刊誌で、140か国以上で読まれている。

## 概要
世界各地に取材などを行う担当者を置き、世界の鉄道に関する様々なニュースや記事を掲載しており、全世界の鉄道業界の動向を知ることができる。取り扱う範囲は高速鉄道や一般の鉄道から、都市鉄道、路面電車、ライトレールにまで亘る。またカテゴリも、鉄道技術（車両、インフラ、保安設備、情報技術など）からマーケティングに至るまで、鉄道と関連し得る広範なトピックを掲載している。
本文は英語で書かれているが、一部の特集記事では、フランス語・ドイツ語・スペイン語の要約記事が付けられている。これとは別に、近年は中国市場をターゲットとした中国語版も発行されている。
イノトランスなどの鉄道関連の見本市への協賛や、鉄道関連の国際会議への協賛も、しばしば行っている。

## 誌名の変遷
本誌は1835年にThe Railway Magazineの名前で創刊された。これはイギリスで世界最初の鉄道が開業してから、10年後である。1905年に Railway Gazette と改題し、1970年に Railway Gazette International に改題され、現在に至っている。

## 誌面
表紙では、シーメンスやアルストムなど、各鉄道関連企業の車両・技術を伝える写真が1つ大きく掲載されている。雑誌タイトルの上方には、その月の特集内容が2つ、写真付きで示されている。 
全ページがカラー刷りで、通常は全60 - 80ページ前後だが、時に90ページを超える場合もある。
なお、近年の誌面構成は主に以下の通り。
- Comment：編集長（2012年9月現在はChristopher Jackson）による所見を冒頭1ページに掲載。
- Intelligence：編集部執筆記事。15 - 30ページを占める（広告ページも含む）。毎月以下の6項目に分かれる。
  - Main Line：特に大きなニュースを、各国・地域別に伝える。（例：ブラジル政府が鉄道投資計画を発表）
  - Urban Rail：都市鉄道のニュースを、各国別に伝える。（例：フランス・オルレアンのトラムB線が開業）
  - Market：特にインフラと車両に関する市場動向を、各国別に伝える。（例：ニューヨークシティー・トランジット・オーソリティーが電気式ディーゼル機関車を納入）
  - Industry：鉄道関連諸企業に関するニュースを、企業別に伝える。（例：シーメンスが、タイ王国の企業と車両製造に関する合弁事業発足で合意）
  - Innovations：鉄道に関連する諸技術のニュースを、分野別に伝える。（例：台北捷運・台北のバス事業者におけるスマートフォンを使った非接触型検札技術の試み）
  - Analysis：各国・地域別に比較的長文の分析記事を掲載。（例：ロンドン五輪開催時における鉄道輸送の評価）

見出し付きで報じられるこれらのニュースとは別に、短いニュースが脇に多数掲示される。ただし、都市名や企業名などのキーワードは太字で示されているため、必要な情報のみチェックするのは容易である。 
以降は複数以上の特集が組まれる。Light Rail、Station、Refurbishment、Ticketing、Track Maintenanceなどの項目が立てられ、各分野の現況や将来計画を知ることができる。経営者インタビューや新線乗車ルポが掲載される場合もある。執筆は、業界に所属する専門家や、各地域の担当者 (Correspondents) による。以下に最近の記事例を示す（項目は毎月変動する）。
- - High Speed。例：AGVのライフサイクルコスト低減に向けた取り組み。
  - Passenger Trains。例：高コスト・低収入の旅客鉄道における資金調達方法をめぐる、各地域の近年の試み。
  - China（地域特集）。例：中国高速鉄道整備における資金問題。
  - Station。例：文化・ビジネス・社会活動の舞台としての駅に向けた取り組み - イタリアからのレポート。
  - Signalling & Train Control。例：デンマーク国鉄の鉄道信号機更新計画。
  - Innotrans。各国の注目展示、CTC・列車案内表示・貨車など各分野の注目展示。

Correspondentsは2012年9月現在35名（日本人1名を含む）である。ドイツ・フランスからイラン・ジンバブエに至るまで、世界各地に担当者がいる。
最近の日本の鉄道に関しては、「JR東日本とJR西日本が北陸新幹線用新型車両（E7系・W7系）を共同開発」などのニュースに加えて、ATACSやフリーゲージトレインなどが、鉄道総研やJRなどに所属する専門家の記述により、特集記事で扱われている。
- Forum：巻末には、業界人の紹介、新刊情報（英語以外の書籍も扱う）、鉄道に関わる国際会議の開催情報などが掲載される。

## 購読方法
鉄道業界の動向を伝える業界誌であり、日本の書店での取り扱いはない。原則として、出版社に直接、年単位での定期購読を申し込む必要がある。2012年9月現在、紙媒体の日本での定期購読料は1年で245米ドル、3年で625米ドルである。デジタル版の購読を申し込む場合は1年で245米ドルである。詳細は公式サイト参照。なお、日本では、鉄道事業者や鉄道関連企業や大学などの研究機関が購読している場合があるほか、個人購読者もいる。

## その他
現在は表紙がフルカラーであるが、1970年代までは表紙にオレンジ色を使っていた。日本国有鉄道のディーゼル機関車の標準塗装であったオレンジ色（朱色4号）は、この表紙を元に決められた。